# Willem Johannes Philippus van Waning (1897-1968)
Willem Johannes Philippus van Waning (Den Haag, 7 juli 1897 - Zeist, 30 november 1968) was een Nederlandse burgemeester.

## Leven en werk
Van Waning was een zoon van marineofficier Willem Johannes Philippus van Waning sr. en Grietje Reddingius. Hij trouwde met jonkvrouw Wilhelmina Hendrika de Savornin Lohman (1902-1964), dochter van Jhr. Mr. Witius Hendrik de Savornin Lohman. Na zijn studie rechten vertrok het gezin in 1927 naar Nederlands-Indië. Hij werkte er in het boswezen en werd secretaris van de Volksraad. 
In 1939 werd Mr. van Waning burgemeester van Sukabumi. Tijdens de Japanse overheersing werd hij gevangengenomen. Na de oorlog keerde het gezin terug naar Nederland. Van Waning ging aan de slag bij Bijzondere Rechtspleging in Den Haag. In 1947 werd hij benoemd tot burgemeester van het Groningse Leek. Hij maakte in Leek onder meer de opening van het Nationaal Rijtuigmuseum in 1958 mee. In zijn vrije tijd hield hij zich bezig met roeien en was hij coach bij G.S.R. Aegir. In 1962 nam hij afscheid als burgemeester. Hij overleed op 71-jarige leeftijd.

## Familie
Van Waning kwam uit een familie van burgemeesters. Zijn grootvader Jacob Isaac van Waning en overgrootvader Jacob van Waning waren burgemeester van Bleiswijk en van Moerkapelle, zijn oudoom Willem van Waning en achterneef Jacob van Waning waren burgemeester van Ouderkerk aan den IJssel.